# Izba Przemysłowo-Handlowa w Krakowie

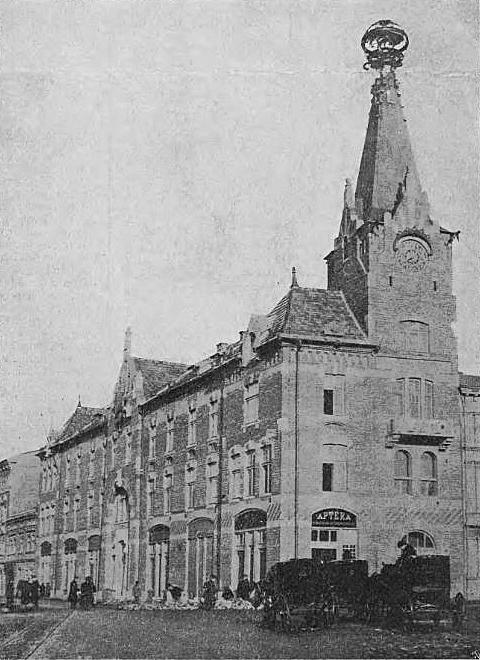
Nowy gmach Izby z 1905

Izba Przemysłowo-Handlowa w Krakowie – izba gospodarcza, powstała pierwotnie w zaborze austriackim w dniu 14 listopada 1850 roku, jako Izba Handlowa i Przemysłowa w Krakowie. Działała na podstawie przepisów austriackich, zrzeszając przedsiębiorców i rzemieślników. W 1905 został wybudowany nowy gmach Izby przy ulicy Długiej. W latach 1927–1929 została przeorganizowana na podstawie rozporządzenia z dnia 15 lipca 1927 roku o izbach przemysłowo-handlowych. Jej zakres terytorialny obejmował województwo krakowskie oraz zachodnią część województwa lwowskiego.
Jednym z dyrektorów Izby był Henryk Mianowski. Prezesami Izby w latach 1850–1939 byli:
- Wincenty Antoni Kirchmajer
- Wincenty Marcin Kirchmajer
- Albert Mendelsburg
- Jan Kanty Federowicz
- Tadeusz Epstein
- Jan Brzozowski
- Antoni Goetz-Okocimski

W okresie okupacji na początku działała pod niemieckim kierownictwem komisarycznym, jako Industrie- und Handelskammer in Krakau. W latach 1941–1942 została przekształcona w Izbę Dystryktową – Distriktskammer in Krakau. W tym kształcie dotrwała do przełomu 1944 i 1945 roku.
Została odbudowana już jako polska Izba w 1945 roku przez polskich pracowników biura oraz przedwojennych radców. Przyczyniła się do odbudowy sektora prywatnego w Małopolsce. Współpracowała z krakowską Kongregacją Kupiecką. Została zlikwidowana w 1950 roku na mocy ustawy z dnia 7 marca 1950 roku o Centralnym Urzędzie Drobnej Wytwórczości tak, jak pozostałe izby przemysłowo-handlowe.
Reaktywowanie samorządu gospodarczego w 1989 roku zaowocowało powstaniem dwóch izb: 
- Krakowskiej Izby Przemysłowo-Handlowej (powstała 11 grudnia 1989),
- Małopolskiej Izby Gospodarczej (powołana 21 września 1990).

W dniu 6 lutego 1992 obie Izby postanowiły się połączyć w jedną organizację, w wyniku czego powstała Izba Przemysłowo-Handlowa w Krakowie, kontynuatorka przedwojennych tradycji. Formalnie jednak współczesna Izba nie jest następcą prawnym Izby przedwojennej.